# Ахал (вилает)
Ахал (на туркменски: Ahal welaýaty, Ахал велаяты) е един от 5-те вилаета (провинция) в Туркменистан. Площ 97 160 km² (2-ро място по големина в Туркменистан, 19,78% от нейната площ). Население на 1 януари 2005 г. 939 700 души (4-то място по население в Туркменистан, 14,35% от нейното население). Административен център град Аннау. Разстояние от Ашхабад до Аннау 6 km.

## Историческа справка
Най-старият град във вилаета е град Теджен признат за такъв през 1925 г. Всичките останали 7 града във вилаета са утвърдени за градове след признаване на независимостта на Туркменистан през 1991 г. Бившата Ашхабадска област е образувана на 21 ноември 1939 г., а на 25 май 1959 г. е закрита и районите ѝ са прехвърлени на централно републиканско подчинение. На 27 декември 1973 г. Ашхабадска област е възстановена, а на 14 декември 1992 г. е преименувана на Ахалски вилает с административен център град Аннау (признат за град през 2008 г.).

## Географска характеристика
Ахалски вилает заема южната и централната част на Туркменистан. На югоизток граничи с Афганистан, на юг – с Иран, на запад – с Балкански вилает, на север – с Дашогузки вилает, на североизток – с Лебапски вилает и на изток – с Марийски вилает. В тези си граници заемат площ от 97 160 km² (2-ро място по големина в Туркменистан, 19.78% от нейната площ, без територията на град Ашхабад, която е 470 km²). Дължина от северозапад на югоизток 700 km, ширина от север на юг 300 km.
На юг, по границата с Иран се простират северните склонове на планината Копетдаг, като най-високата точка на вилаета е 2901 m (37°47′57″ с. ш. 58°05′32″ и. д. / 37.799167° с. ш. 58.092222° и. д.), издигаща се южно от столицата Ашхабад, на границата с Иран. В крайния югоизток, източно от река Теджен (Херируд) на територията на вилаета навлизат западните части на възвишението Бадхиз (1267 m). Над 90% от територията на областта е заета от южните части на пустинята Каракум. Климатът е рязко континентален. Средна януарска температура 4 °C, средна юлска 29 °C. Годишна сума на валежите 80 – 100 mm, в Копетдаг – около 280 mm. Най-голямата и почти единствената постоянно течаща река във вилаета е Теджен (Херируд), водеща началото си от Афганистан и губеща се в пясъците на Каракум северно от град Теджен. От югоизток на северозапад, покрай северното подножие на Копетдаг преминава участък от най-големия в света напоителен канал Каракумския. Почвите са предимно сиви, покрити с рядка тревиста растителност с петна от бодливи храсти.

## Население
На 1 януари 2005 г. населението на Ахалския вилает е наброявало 939 700 души (14,35% от населението на Туркменистан, без населението на град Ашхабад, което е 871 500 души). Гъстота 9,67 души/km².

## Административно-териториално деление
В административно-териториално отношение Ахалски вилает се поделя на 7 етрапа (района), 8 града, в т.ч. 1 град със самоуправление (Теджен) и 7 града с районно подчинение и 10 селища от градски тип:
- Акбуйдайски етрап (бивш Гяурски), районен център град Аннау
- Бабадайхански етрап, р.ц. град Бабадайхан (бивш Кировск)
- Бахарлински етрап (бивш Бахарденски), р.ц. град Бахарлин (бивш Бахарден)
- Гьокдепински етрап (бивш Геоктепински), р.ц. град Гьокдепе (бивш Геоктепе)
- Каахкински етрап (бивш Каакински), р.ц. град Кака (бивш Каака)
- Серахски етрап, р.ц. град Серахс
- Тедженски етрап, р.ц. град Теджен
- Теджен (град)